# Щербачёв, Владимир Владимирович
Владимир Владимирович Щербачёв (12 [24] января 1887, Варшава — 5 марта 1952, Ленинград) — русский и советский композитор и музыкальный педагог.

## Биография

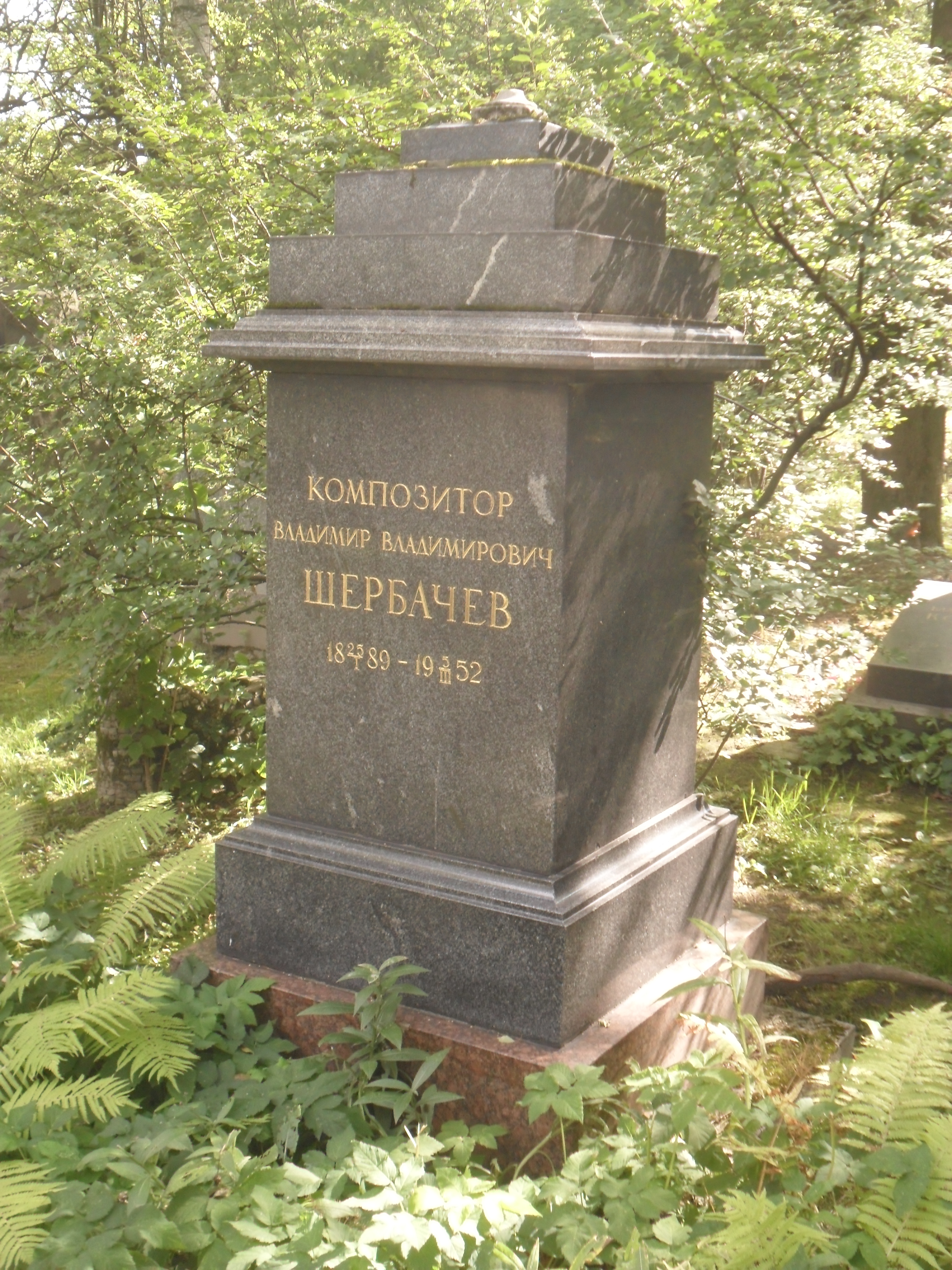
Могила Щербачёва на Литераторских мостках в Санкт-Петербурге.

Родился 12 (24) января 1887 года в Варшаве (ныне Польша). В 1906—1910 годах учился на юридическом и историко-филологическом факультетах Петербургского университета, затем в Петербургской консерватории до 1914 года по классу композиции у М. О. Штейнберга. Одновременно Щербачёв работал пианистом-концертмейстером в Дягилевской антрепризе. В то же время брал уроки у И. А. Бровки (фортепиано), В. П. Калафати (гармония), Н. Н. Черепнина (чтение партитур).
В 1914—1917 годах мобилизован, служил в тыловых частях, в Автошколе в Петрограде в звании адъютанта. В Автошколе Щербачёв познакомился с В. В. Маяковским. Уже в то время Щербачёв был автором симфонических произведений, которые исполнялись публично. (В советский период из работ В. В. Щербачёва широкую известность получили симфонические сюиты «Гроза» и «Пётр I», выросшие из музыки, написанной композитором для этих кинофильмов.)
В 1915 году, когда Маяковский познакомился с Щербачевым, молодой композитор увлекался поэзией А. Блока. Впоследствии на мотивы поэзии Блока Щербачёв создал свой камерно-симфонический «блоковский» цикл. Несмотря на разный подход у Щербачёва и у Маяковского к поэзии Блока, любовь к ней сблизила их.
Маяковский делился с Щербачевым своими литературными замыслами, втянул его в круг своих знакомств, повез к Брикам. Для поэмы Маяковского «Война и мир» В. В. Щербачев сочинил нотную запись.
В 1918—1920 годах был заведующим музыкальной частью Передвижного театра, в 1918‒1923 годах — заведующим музыкальным отделом Наркомпроса. В 1921—1925 годах Щербачёв был научным сотрудником РИИИ. В 1923—1931 и 1944—1948 годах был преподавателем композиции и профессором ЛГК имени Н. А. Римского-Корсакова.
В 1931—1932 годах был профессором Тбилисской консерватории. Среди учеников Щербачёва — В. В. Волошинов, Ю. В. Кочуров, Е. А. Мравинский, Б. А. Арапов, В. М. Богданов-Березовский, Р. К. Габичвадзе, В. Р. Гокиели, В. В. Желобинский, А. С. Животов, А. Д. Каменский, Г. В. Киладзе, Г. Н. Попов, В. В. Пушков, И. И. Туския, М. И. Чулаки, С. Н. Чичерина.
Председатель СК РСФСР (1935—1937, 1944—1946).
Скончался 5 марта 1952 года. Похоронен в Санкт-Петербурге на Литераторских мостках Волковского кладбища.

## Награды
- орден Трудового Красного Знамени (1943)[3]

## Творчество
Творчество Щербачёва очень разнообразно по жанрам. Среди его сочинений — опера «Анна Колосова», музыкальная комедия «Табачный капитан», сочинения для оркестра, для фортепиано, музыка для спектаклей и фильмов. Планировал написать оперу об Иване Грозном, но этот замысел остался неосуществлённым. Ведущей темой его творчества была тема современности, которая отображена в его симфониях.
Его 5 симфоний пользовались популярностью. Также популярностью пользовалась сюита «Гроза» из музыки, написанной к одноимённому фильму. Он же автор музыки к фильму «Пётр Первый» (1937).

## Сочинения
- Опера «Анна Колосова»
- Музыкальная комедия «Табачный капитан» (1942)
- Симфонии:

- 1-я, одночастная (1913)
- 2-я, с солистами и хором (1926)
- 3-я, Симфония-сюита (1935)
- 4-я, «Ижорская», с солистами и хором
- 5-я, «Русская» (1948)

- Сочинения для оркестра:

- Симфонические картины Вега (1910)
- Сказка (1912)
- Шествие (1912)
- 2 сюиты

- Камерно-инструментальные ансамбли:

- Струнный квартет (1943, из музыки к кинофильму «Пётр Первый»)
- Нонет для голоса, флейты, арфы, фортепиано, струнного квартета и исполнителя пластичного танца (1919)

- Сочинения для фортепиано:

- 2 сонаты (1911, 1914)
- Сюиты:

- «Нечаянная радость» (1913)
- «Выдумки» (1921)
- «Инвенция» (1926)

и др.